# Володине (зупинний пункт)
Воло́дине — пасажирський залізничний зупинний пункт Лиманської дирекції Донецької залізниці.
Розташований у селі Стара Краснянка, Сіверськодонецький район, Луганської області на лінії Сватове — Попасна між станціями Рубіжне (7 км) та Кремінне (6 км).
Не зважаючи на військову агресію Росії на сході Україні, транспортне сполучення не припинене, щодоби п'ять пар приміських поїздів здійснюють перевезення за маршрутом Сватове — Попасна, проте вони зупиняються тільки по станціях.

Воло́дине травень 2020
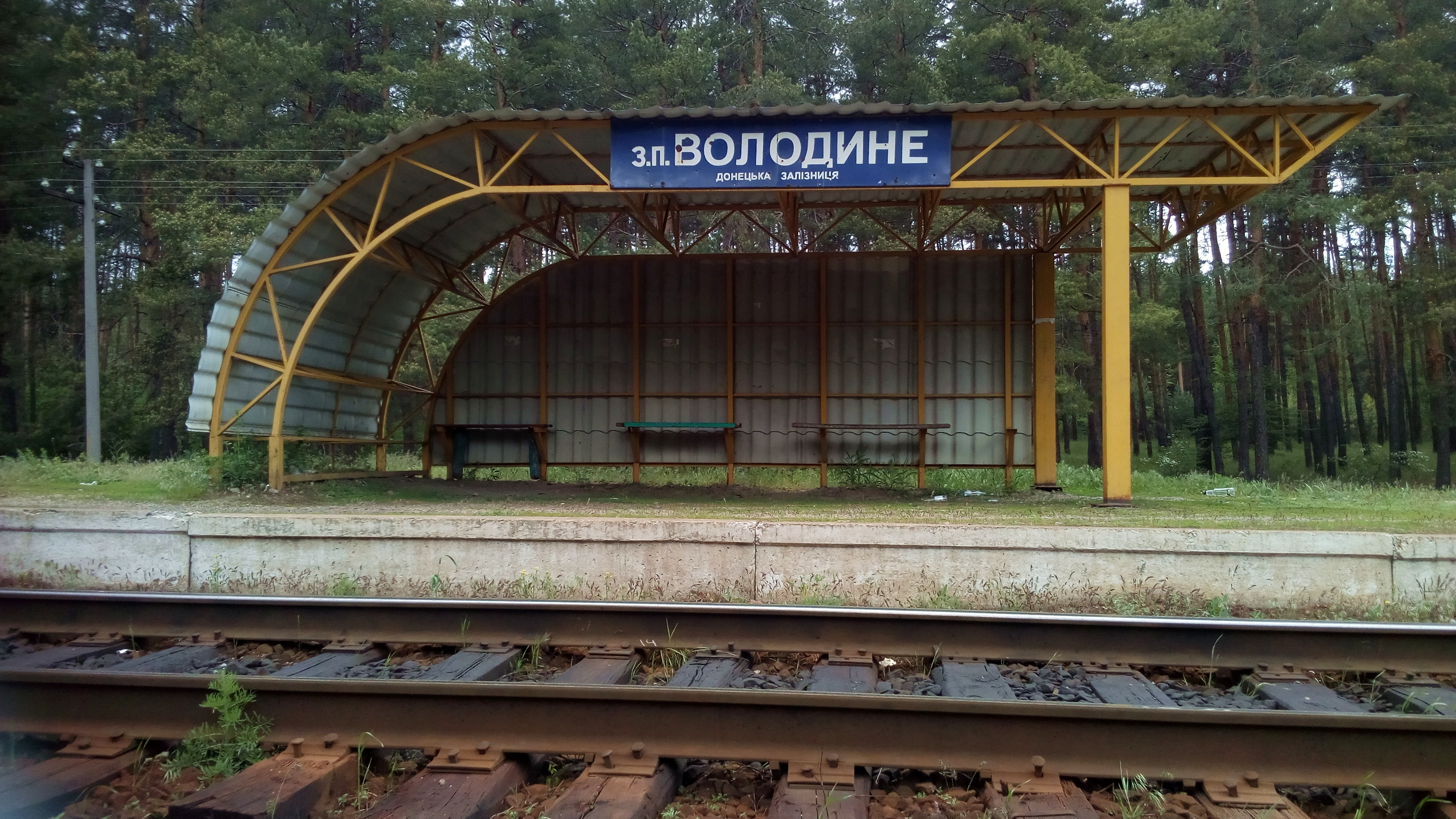
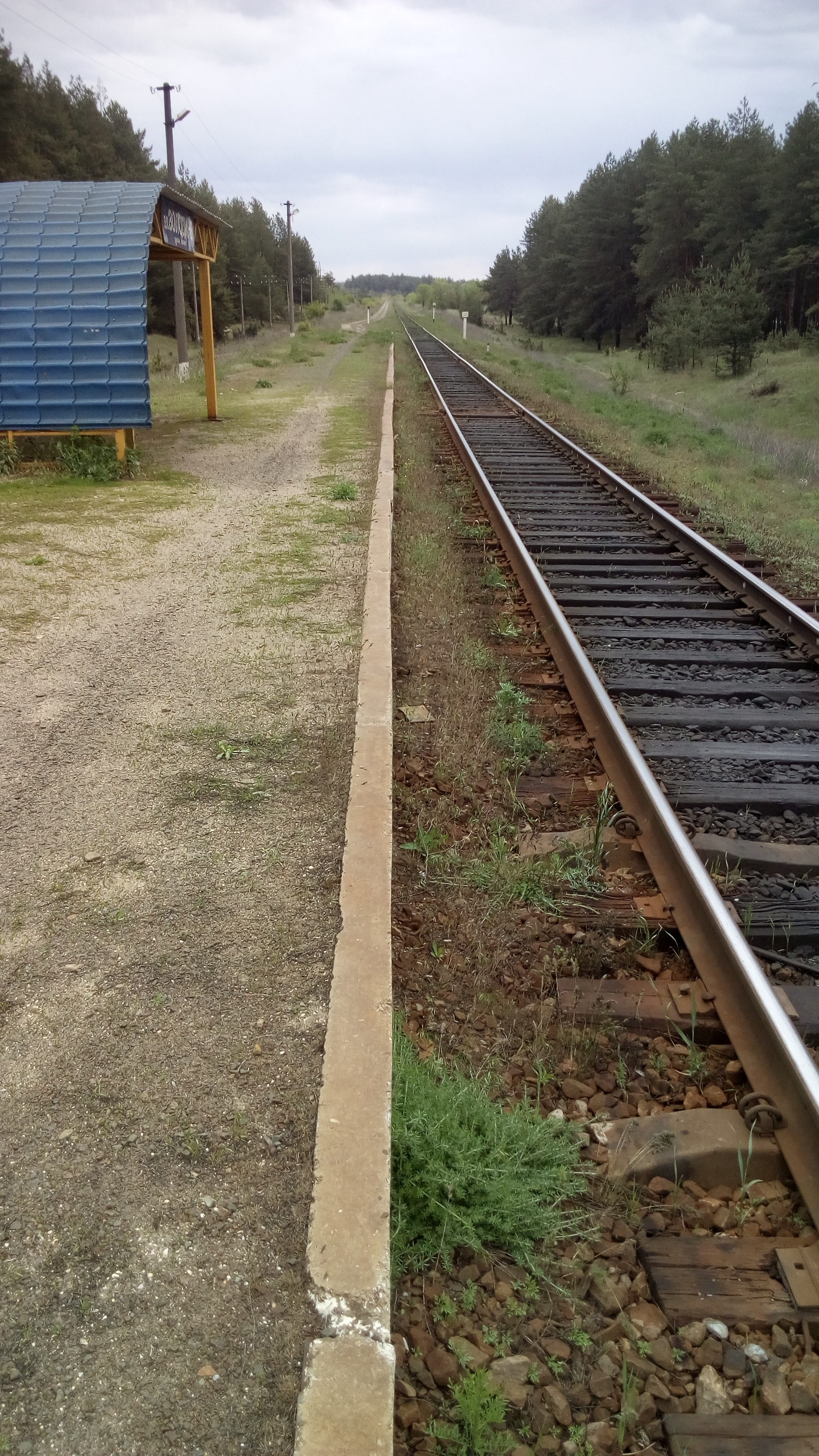